# Porțile de Fier

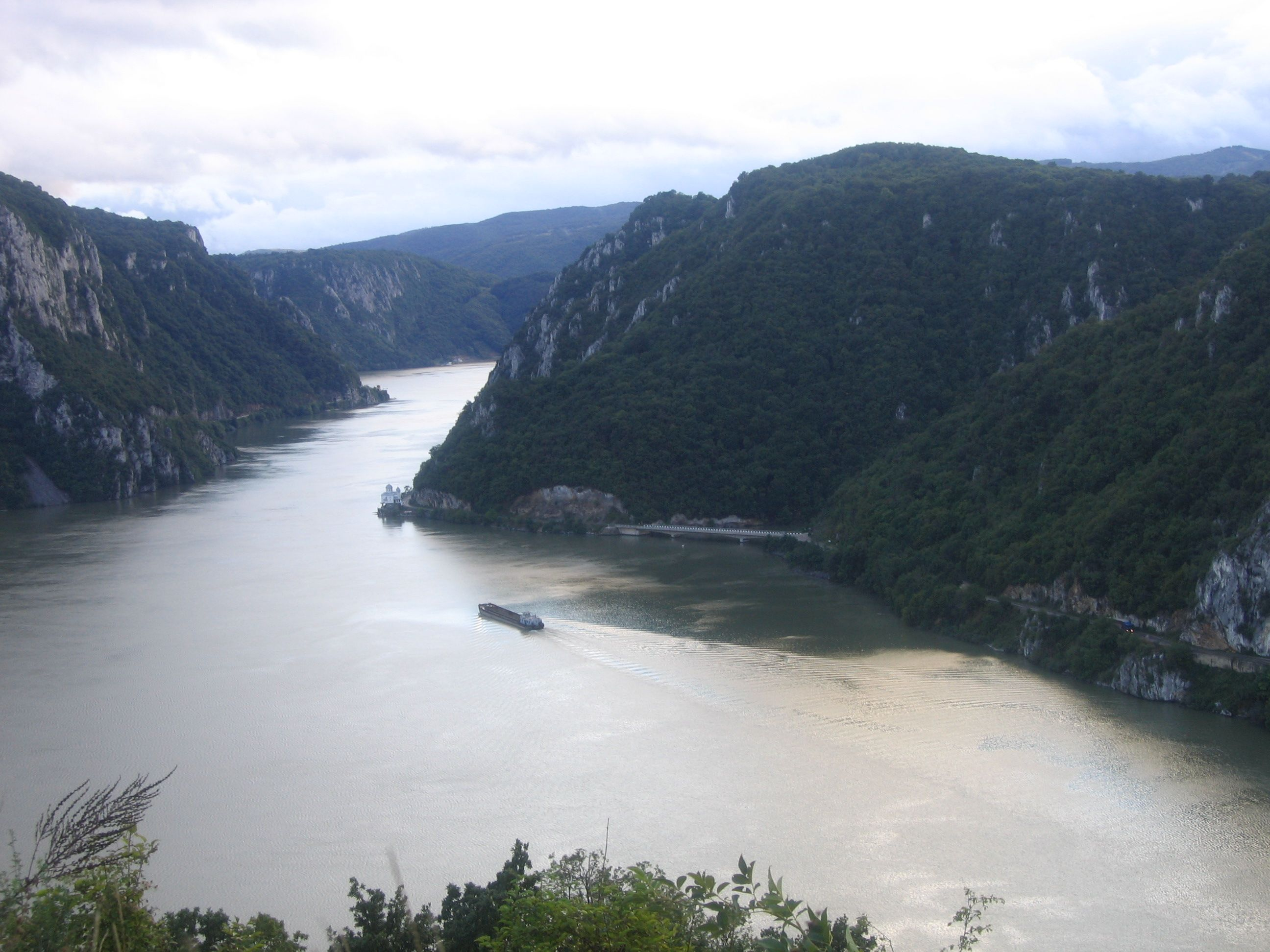

Porțile de Fier (limba sârbă: Гвоздена врата / Gvozdena vrata, croată: Željezna vrata, maghiară: Vaskapu, turcă: Demirkapi, germană: Eisernes Tor, bulgară: Железни врата) este numele unui defileu pe fluviul Dunăre. Face parte din granița dintre Serbia și România. În sensul larg, reprezintă 134 km din cursul Dunării, în sensul mai îngust doar barajul hidroelectric din apropierea orașului românesc Orșova. La est de Porțile de Fier, în apropiere de orașul Drobeta-Turnu Severin, se afla podul lui Traian.

Defileul se află între România în nord și Serbia în sud. Fluviul traversează Munții Carpați în cadrul cărora separă Munții Banatului de Carpații Sârbești. Numele maghiar, Vaskapu, înseamnă tot "Porțile de Fier", și este folosit, împreună cu cel românesc, pentru a denumi întreg lanțul de defileuri. Un nume alternativ românesc pentru ultima parte este Clisura Dunării. În Serbia defileul este cunoscut sub numele de Đerdap fiind un parc național, ultima secțiune numindu-se Đerdapska klisura. Defileul este uneori denumit "Defileul Dunării", denumire greșită deoarece cursul fluviului mai are și alte defilee, ca de exemplu defileul de la Visegrád.

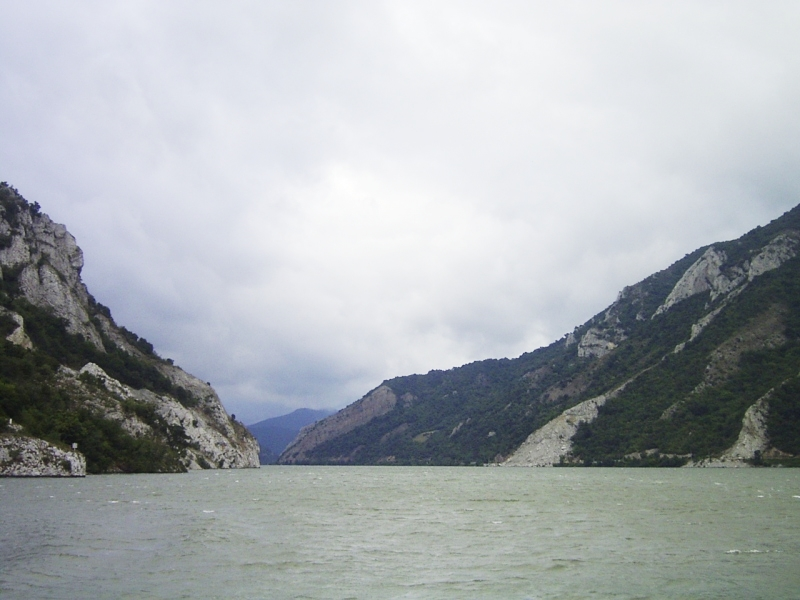
Dunărea, la ieșirea din strîmtoare.

## Defileele

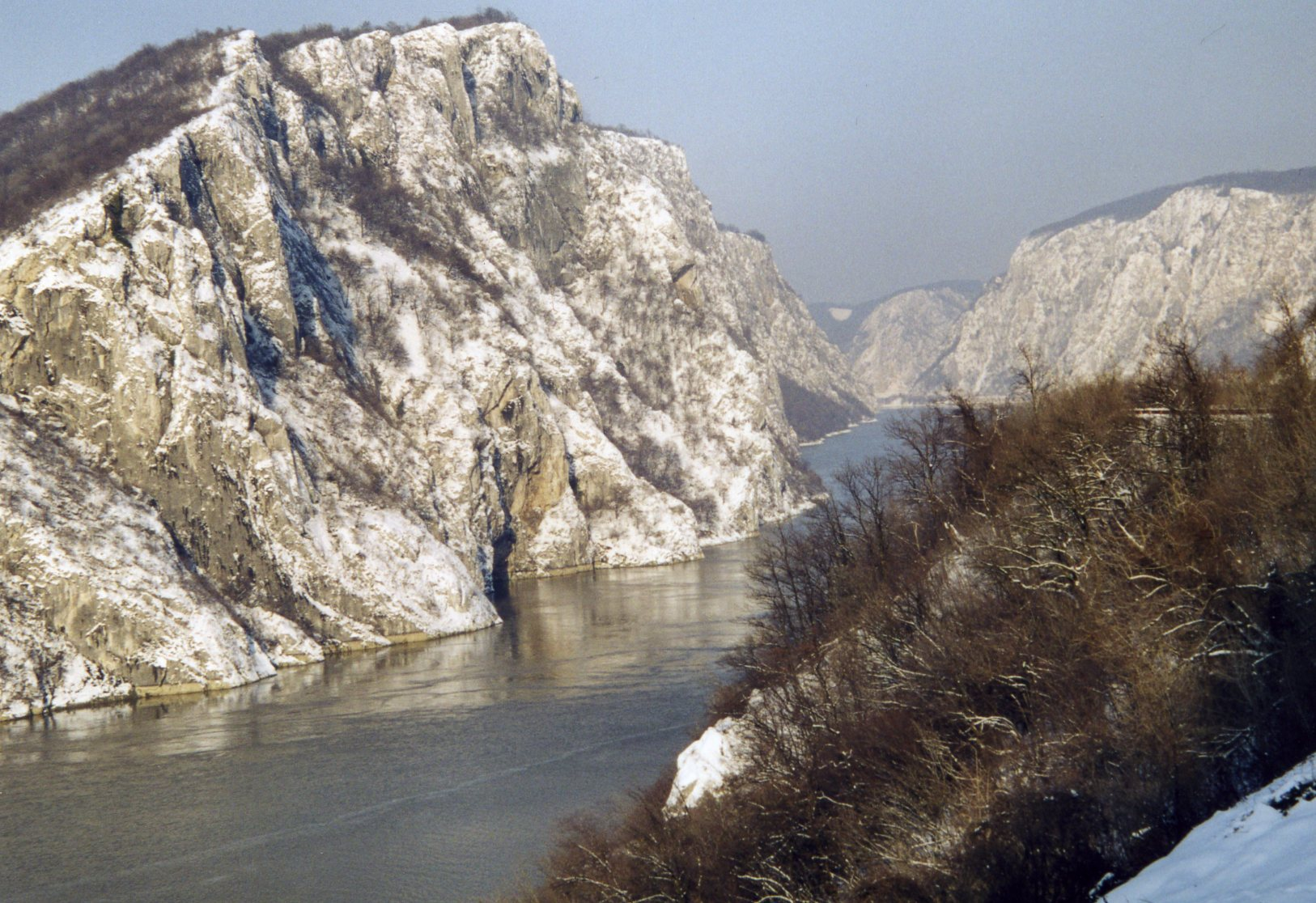
Defilelul Cazanelor văzut de pe malul drept.

Dunărea se îngustează pentru prima oară dincolo de insula (românească) Moldova Veche, cunoscută sub numele de Defileul Golubac. Are 14,5 km lungime și 230 m lățime în cel mai îngust punct. La începutul defileului se află ruinele Cetății Golubăț, pe malul sârbesc, respectiv Cetatea Ladislau, pe malul românesc. Prin valea Ljupovska se ajunge la cel de-al doilea defileu, Gospodin Vir, care are 15 km lungime și se îngustează până la 220 m. Culmile urcă până la 500 m și sunt cel mai greu de ajuns de pe pământ. Donji Milanovac, mai largă, face legătura între Cazanele mari și Cazanele mici, care au o lungime de 19 km împreună. Valea Orșova este ultima secțiune mai largă înainte ca fluviul să ajungă la câmpiile Valahiei și la ultimul defileu, Defileul Sip.
Cazanele Mari este cel mai cunoscut și mai îngust defileu: aici Dunărea se îngustează la 150 m și ajunge la o adâncime de până la 53 m. Pentru a face navigabilă Dunărea între Baziaș și Turnu Severin, în această regiune a Clisurilor, unde cursul fluviului e numai cataracte, bancuri și vâltori, guvernul ungar din premierului István Széchenyi încă în anul 1834 începe îndepărtarea stâncilor din cataractele Clisurii-de-sus și continuă lucrările până la 1846. Ulterior, la 15 septembrie 1890, în urma contractului încheiat între guvernul ungar, pe de-o parte, și ing. Hajdu, fabricantul H. Luther din Braunschweig și Societatea de Discont din Berlin, pe dealtă parte, au fost începute lucrările de canalizare în mod sistematic. Acestea nu au fost finalizate în 1895, cum fusese prevăzut inițial în contract, ci abia în 1898 sub mandatul ministrului transporturilor Gábor Baross, care a primit după această dată porecla de "ministrul de fier". A fost o lucrare grandioasă, care a necesitat cheltueli enorme din partea statului maghiar (aproximativ 20 milioane de florini, la vremea respectivă un palat cu 4-5 etaje costând în jur de 5-7000 de florini) și o extraordinară cantitate de muncă. Foloasele au fost în raport cu sforțarea depusă, deoarece prin deschiderea Clisurilor s-a dat o dezvoltare extraordinară navigației dunărene, ceeace a atras după sine intensificarea comerțului tuturor statelor riverane, care au de atunci drum deschis spre mare.
Canalul a fost inaugurat de împăratul Franz Joseph al Austriei în data de 27 septembrie 1896, după care a efecuat o vizită oficială de trei zile în Regatul României. La eveniment, desfășurat la Orșova, au fost prezenți regii Carol I al României și Alexandru I al Serbiei.

Limitele canalului deschis în albia Dunării sunt marcate prin geamanduri, iar pentru o mai mare siguranță a navigației prin aceste locuri primejdioase, s-a înființat un corp de piloți speciali, de stat, care conduc toate vapoarele pe această porțiune.
Pe malul românesc, la Cazanele Mici, Statuia lui Decebal a fost sculptată în piatră între 1994 și 2004.
Alte descoperiri arheologice au fost făcute în defileul mai puțin spectaculos Gospodin Vir (Vârtejul Domnului): în anii 1960, situl arheologic Lepenski Vir (Vârtejul Teiului) a fost studiat, adeverindu-se cel mai important din Europa de sud-est. Statuile din gresie din neoliticul timpuriu sunt în special de o mare valoare. Aceasta și alte descoperiri indică faptul că regiunea Porților de Fier a fost locuită de mii de ani.

## Barajul

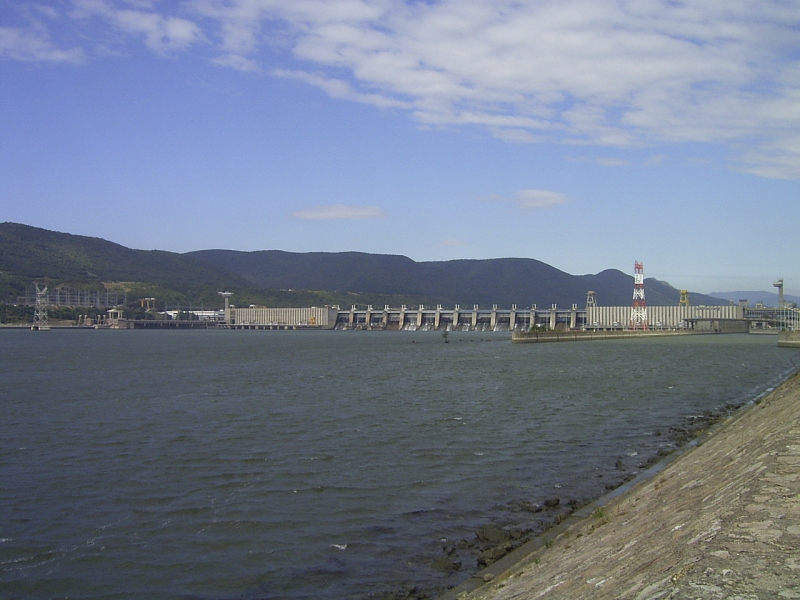
Barajul de la Porțile de Fier.

Execuția proiectului româno-iugoslav a început în 1964. În 1972 barajul a fost deschis, împreună cu două centrale hidroelectrice. Pentru a permite navigația au fost realizate ecluze, câte una pe fiecare mal.
Prin construcția barajului, valea Dunării mai jos de Belgrad a fost transformată în lac de acumulare, iar nivelul apei în amonte de baraj a crescut cu 35 m. Vechea Orșova, insula Ada Kaleh (vezi mai jos) și cel puțin alte cinci sate, cu o populație totală de 17.000 de oameni, au fost evacuate. Oamenii au fost relocați, însă așezările au fost pierdute pentru totdeauna în fața Dunării.
Construcția barajului a avut de asemenea un impact major asupra mediului, spre exemplu traseele de înmulțire a mai multor specii de sturioni au fost întrerupte permanent.
În afară de asta, flora și fauna, precum și comorile geomorfologice, arheologice și culturale au fost protejate de ambele țări de la construcția barajului prin crearea Parcului Național Đerdap (începând cu 1974, 636,08 km²) în Serbia și a Parcului Național Porțile de Fier (din 2001, 1.156,55 km²) în România.

## Ada Kaleh

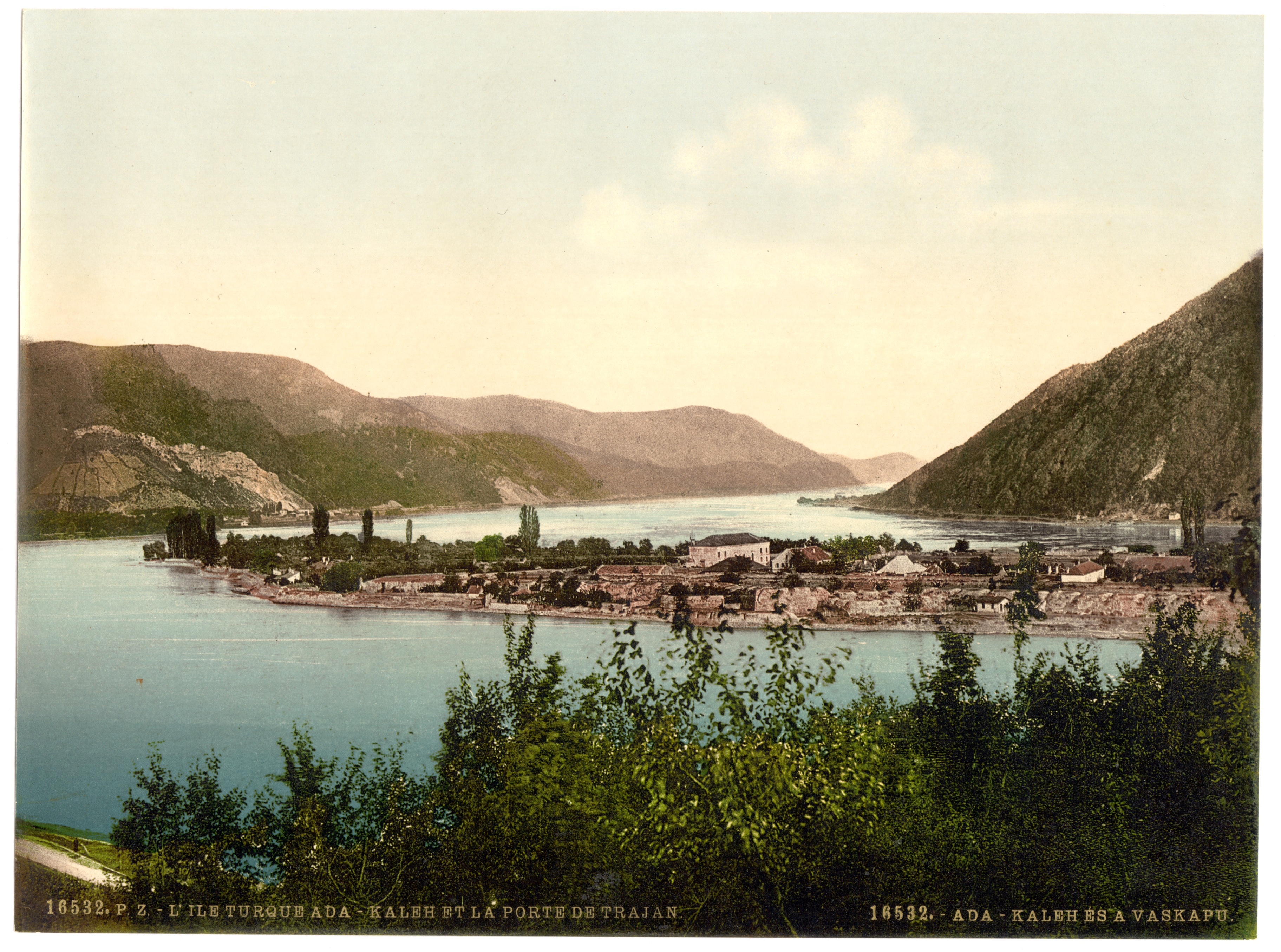
Ada Kaleh sec. XIX

Insula Ada Kaleh este una din principalele victime ale construcției barajului. Aceasta  fost o enclavă turcească care avea o moschee și o mie de alei întortocheate, și era cunoscută ca un port liber și un cuib al contrabandiștilor. În afară de turci, aici mai trăiau și alte grupuri etnice.
Insula se afla la circa 3 km în aval de Orșova și avea 1,7 pe 4–5 km. Era fortificată, un fort fiind costruit de austrieci în 1669 pentru a o apăra de turci, fort care a rămas un măr al discordiei între cele două imperii. În 1699 insula a ajuns sub control turcesc. Între 1716 și 1718 a fost austriacă. După un asediu de patru luni în 1738 a fost reocupată de turci, după care austriecii au recucerit-o în 1789, pentru a o ceda din nou turcilor în tratatul de pace care a urmat, după care insula și-a pierdut importanța militară. Congresul de la Berlin din 1878 a obligat Imperiul Otoman să se retragă mult spre sud, iar insula a ajuns sub controlul Austro-Ungariei, deși a rămas proprietatea sultanului turc. Locuitorii se bucurau de scutiri de taxe vamale, și nu erau înrolați. În 1923, când Imperiul Otoman s-a dezintegrat, locuitorii au ales unirea cu România.
După evacuarea insulei, majoritatea locuitorilor din Ada Kaleh au emigrat în Turcia. O parte mai mică au plecat în Dobrogea, un teritoriu românesc cu o minoritate turcă.

## Galerie de imagini

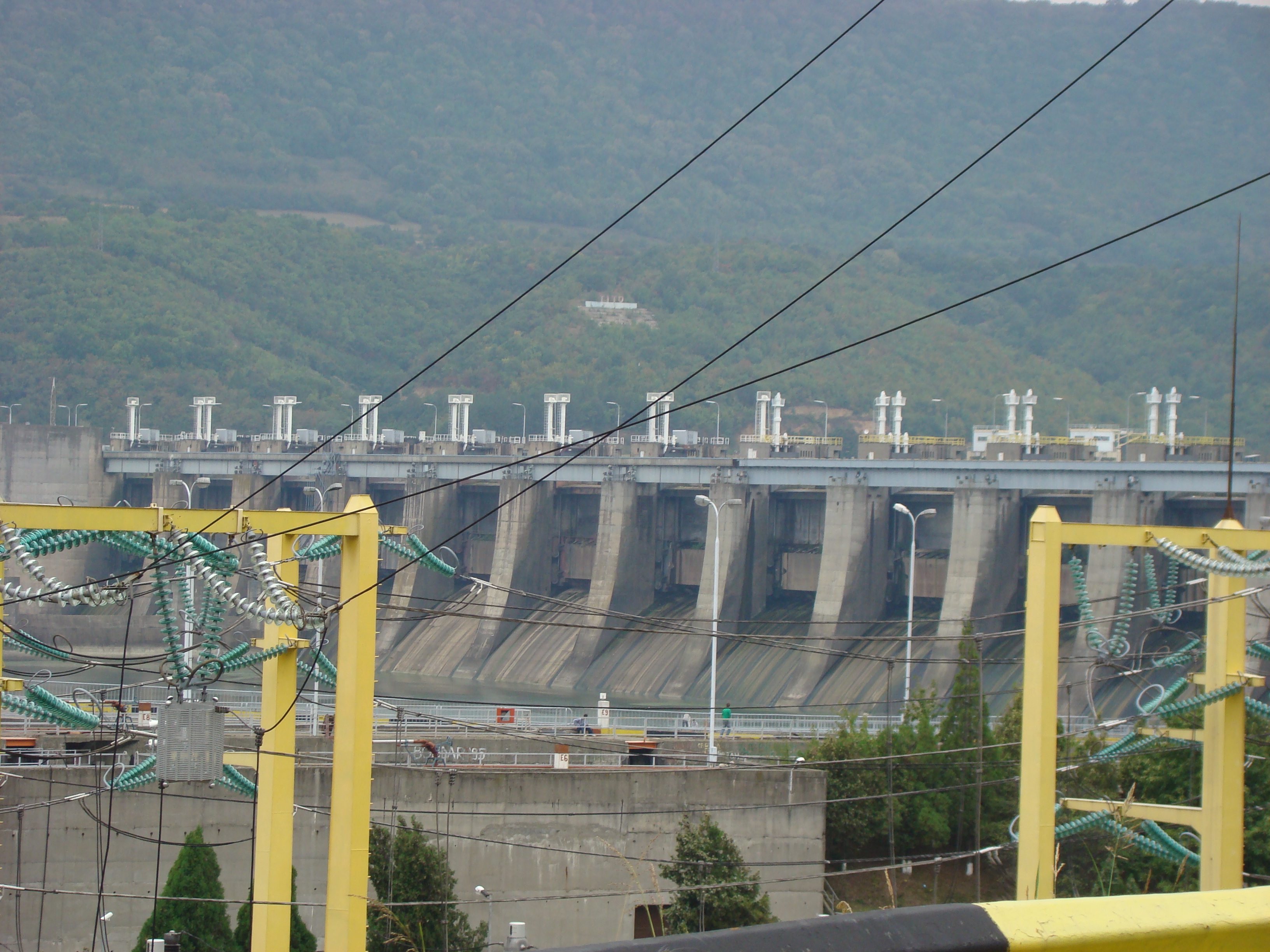
Porțile de Fier I
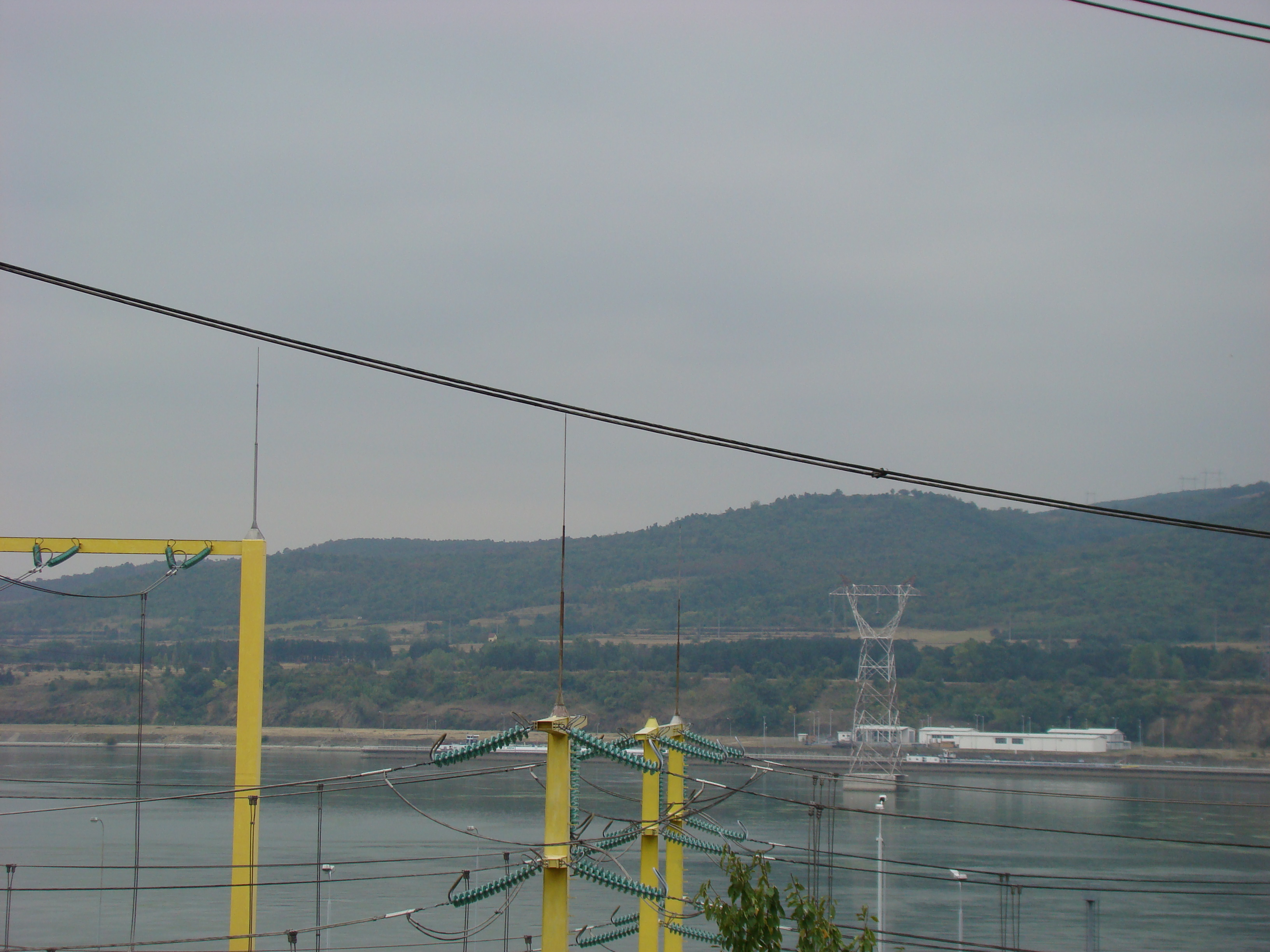
Porțile de Fier I
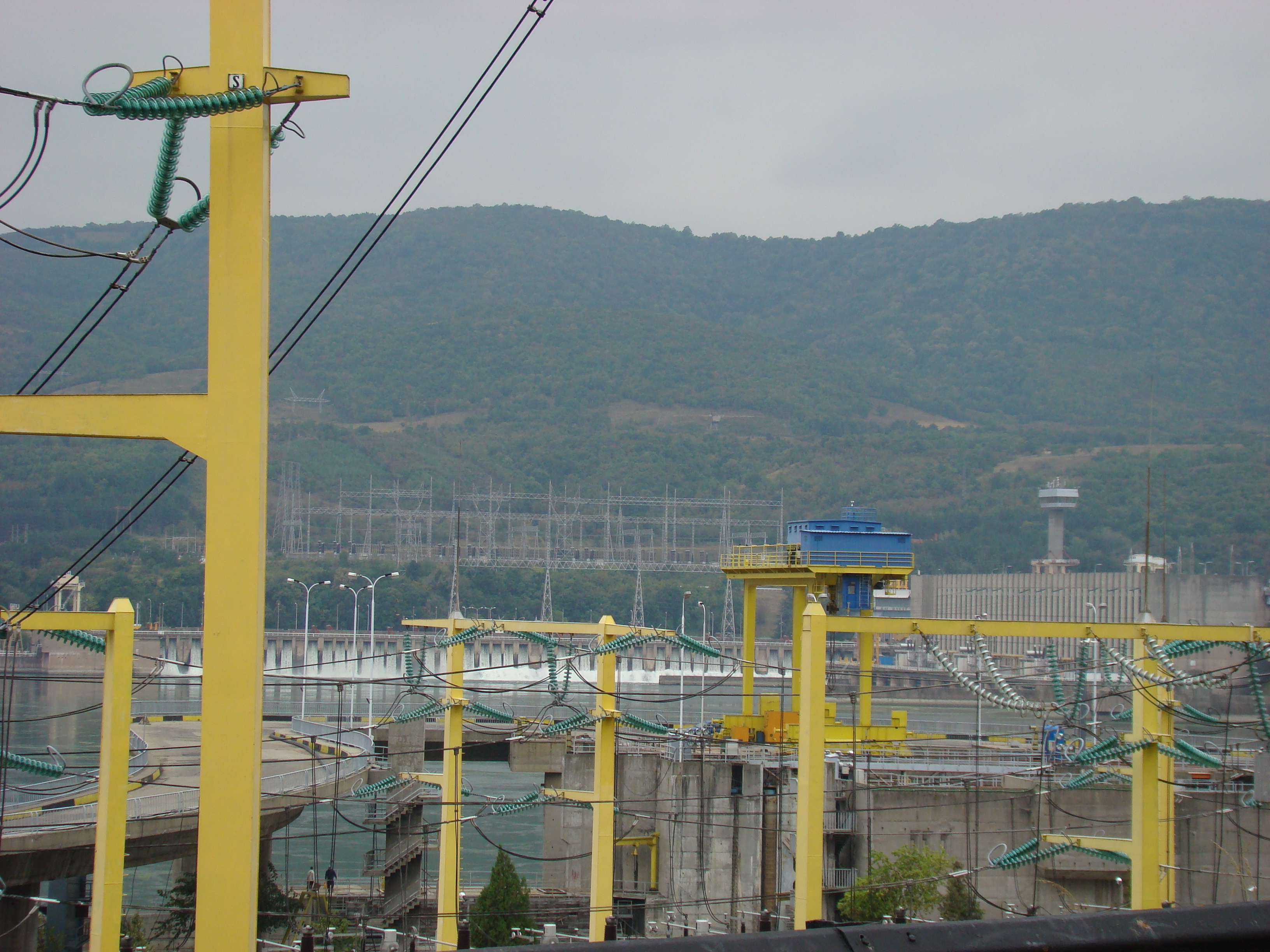
Porțile de Fier I
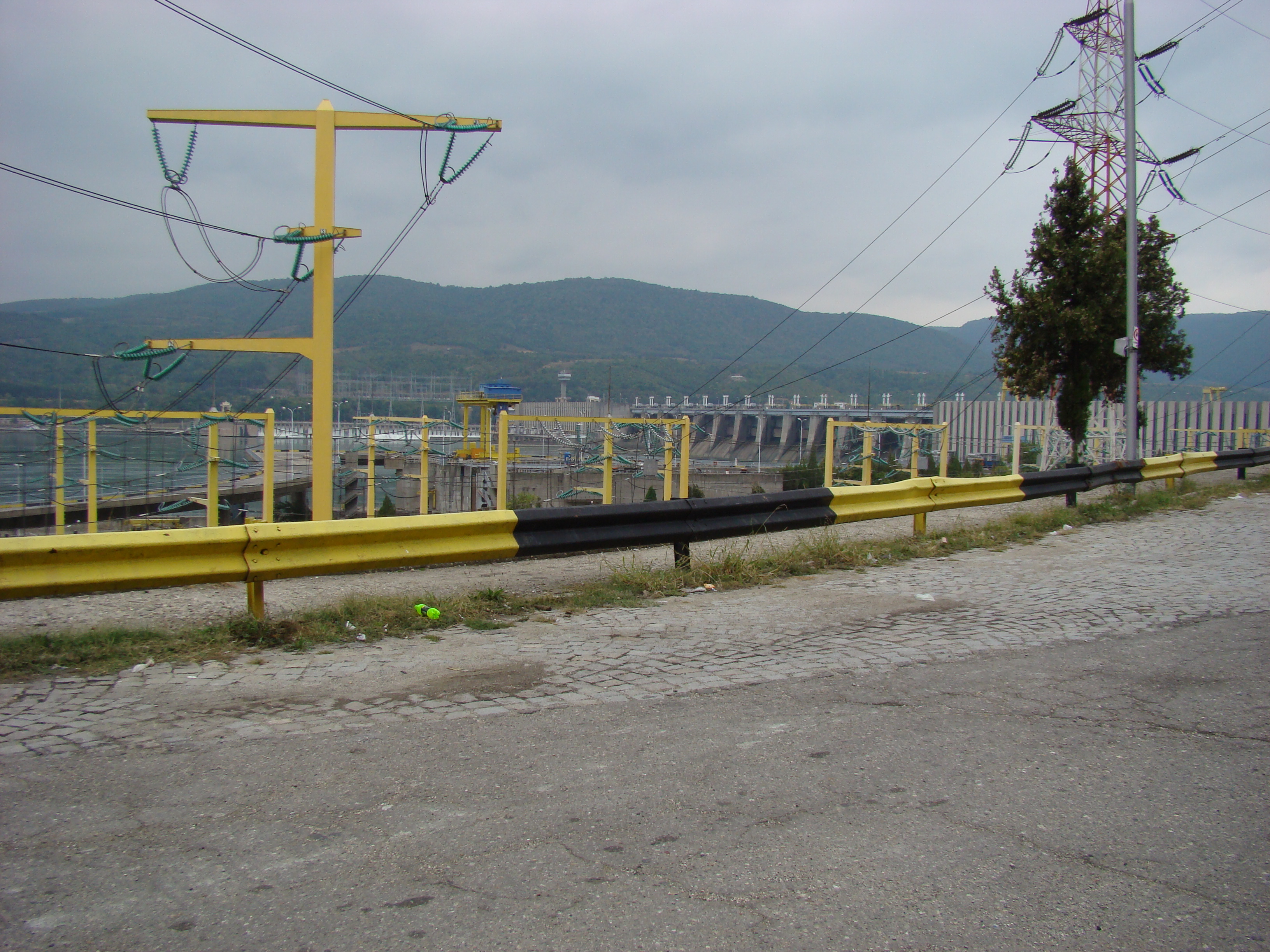
Porțile de Fier I
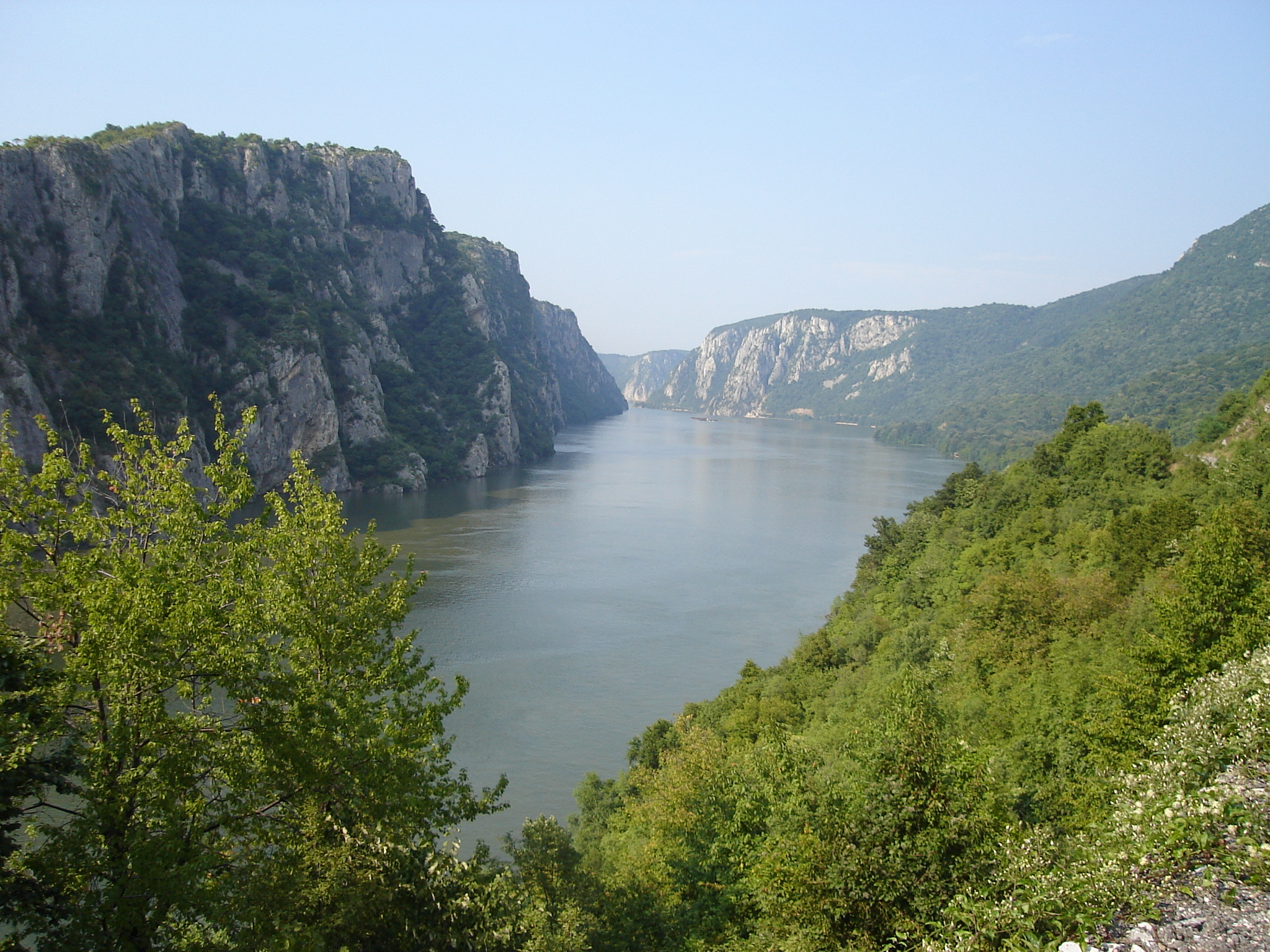
Dunărea lângă Porțile de Fier (2006)
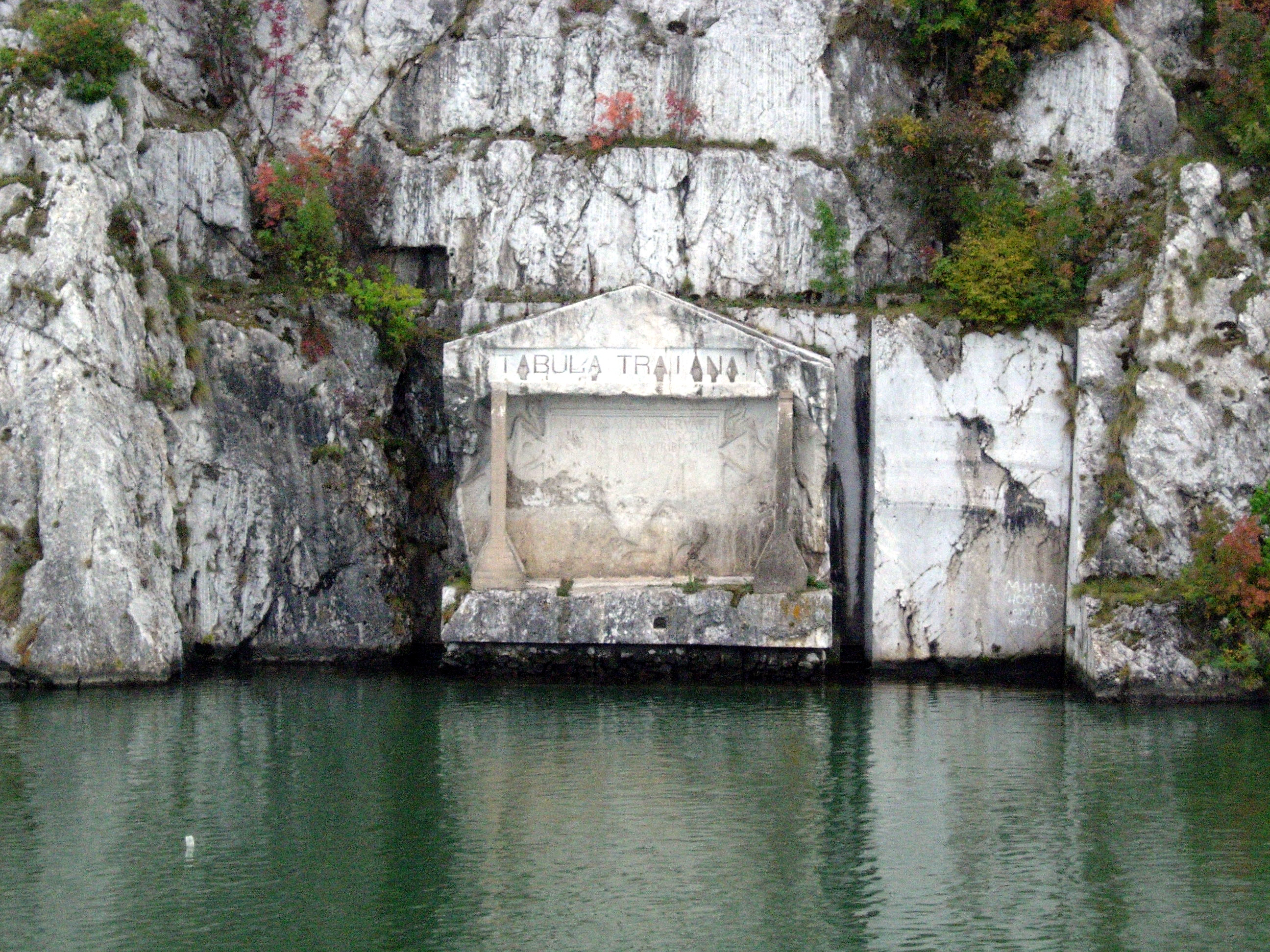
Inscripția romană „Tabula Traiana”
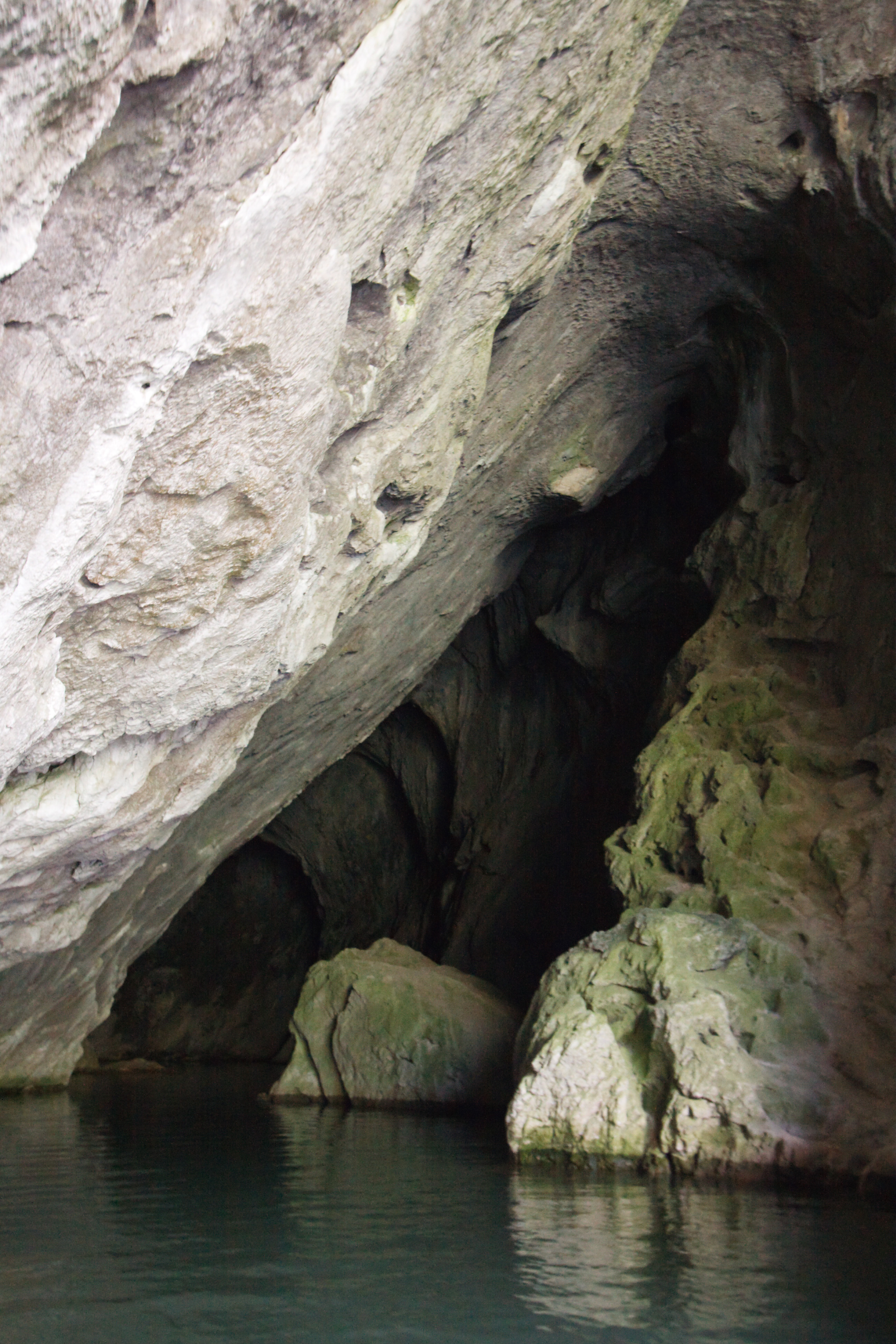
Ponicova
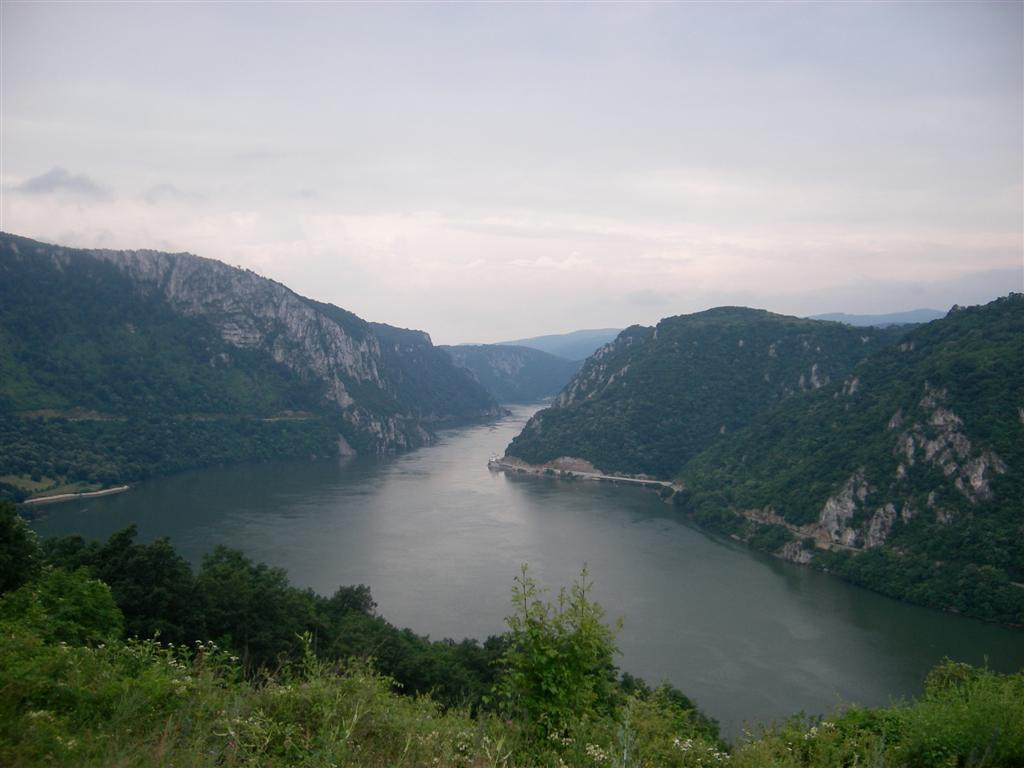
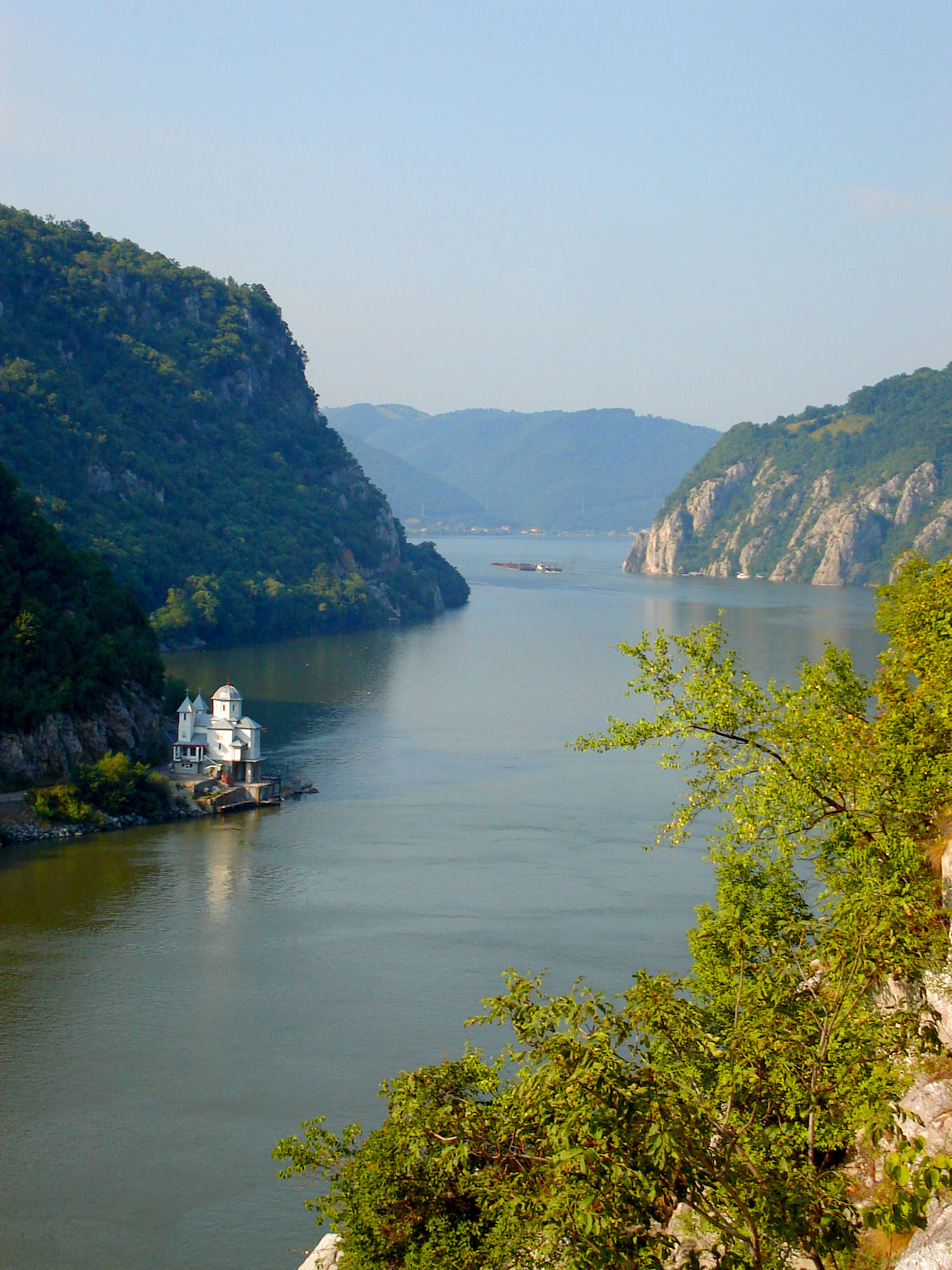
Biserica Mraconia

## Apariție în film
Filmul din 2003 Donau, Duna, Dunaj, Dunav, Dunărea conține câteva minute de film cu Porțile de Fier.